# Anomobryum filinerve
Anomobryum filinerve är en bladmossart som beskrevs av Brotherus 1903. Anomobryum filinerve ingår i släktet Anomobryum och familjen Bryaceae. Inga underarter finns listade i Catalogue of Life.